# Статистическа служба на Република Кипър
Статистическата служба на Република Кипър (на гръцки: Στατιστική Υπηρεσία της Κυπριακής Δημοκρατίας, CYSTAT) е държавна институция, отговорна за официалните статистически проучвания в страната.
Основана през 1950 г. като малко административно звено, след обявяването на независимостта на Кипър през 1960 г. тя става Отдел за статистика и проучвания. Административно е подчинена на министерството на финансите, но запазва автономия по технически въпроси, включително отговаря за избора на методология, техники и процедури за изпълнение на статистически програми, както и за публикуването на статистическите данни, които генерира. Една от дейностите ѝ е преброяване на населението на всеки 10 години, като последното преброяване е проведено през 2011 г.
Статистическата служба на Република Кипър се намира в Никозия на ул. „Михаел Караолис“. От 2018 г. неин директор е Ставрос Карайоргис.

## Директори
- Симос Василейу (1960 – 1962)
- Др. Теофисол Какулос (1962 – 1963)
- Др. Харис Менелау (1963 – 1979)
- Др. Еврос Деметриадес (1981 – 1998)
- Памбис Филипидес (1998 – 2007)
- Йоргос Хр. Йоргу (2007 – 2017)
- Ставрос Карайоргис (2018 – днес)